# Pilar di Baviera
Maria Pilar di Baviera, più nota semplicemente come Pilar di Baviera (nome completo: Maria del Pilar Eulalia Antonia Isabella Ludovica Franziska Josepha Rita Eufrasia von Wittelsbach) (Nymphenburg, 13 marzo 1891 – Nymphenburg, 29 gennaio 1987), era una principessa bavarese.

## Biografia
Pilar nacque a Nymphenburg. Era la terza figlia del principe Ludovico Ferdinando di Baviera e la principessa Maria de la Paz di Spagna, e nipote del principe Adalberto di Baviera e dell'Infanta Amalia di Borbone, sorella di Francesco d'Assisi di Borbone, consorte della regina Isabella II di Spagna.
Laureata in storia dell'arte, pittura e grafica, Pilar apparteneva alla Associazione Pittori ed all'Unione dei pittori della vecchia Monaco. I suoi dipinti sono attualmente visibili presso la Galleria di Stato Bavarese a Monaco di Baviera, nella Haus Lenbach, nella Galleria Comunale e in molte collezioni private. Fu inoltre un membro della Croce Rossa tedesca per 40 anni e fu l'autrice di un libro sulla vita di suo cugino, il re Alfonso XIII di Spagna.

## Morte
Pilar non si sposò mai. Fu una grande atleta e viaggiatrice instancabile. Morì a Nymphenburg nel 1987, lo stesso luogo dove era nata 96 anni prima. Le sue spoglie riposano nella cripta della Chiesa di San Michele, vicino a quelle dei suoi genitori.

## Antenati
|                                      |                                      |                                       | Genitori                         |  |  | Nonni |  |  | Bisnonni              |  |  | Trisnonni                          |  |
|                                      |                                      |                                       |                                  |  |  |       |  |  | Ludovico I di Baviera |  |  | Massimiliano I Giuseppe di Baviera |  |
|                                      |                                      |                                       |                                  |  |  |       |  |  | Ludovico I di Baviera |  |  | Massimiliano I Giuseppe di Baviera |  |
|                                      |                                      | Augusta Guglielmina d'Assia-Darmstadt |                                  |  |  |       |  |  | Ludovico I di Baviera |  |  |                                    |  |
| Adalberto di Baviera                 |                                      |                                       |                                  |  |  |       |  |  | Ludovico I di Baviera |  |  |                                    |  |
|                                      |                                      | Teresa di Sassonia-Hildburghausen     | Federico di Sassonia-Altenburg   |  |  |       |  |  |                       |  |  |                                    |  |
|                                      |                                      | Teresa di Sassonia-Hildburghausen     | Federico di Sassonia-Altenburg   |  |  |       |  |  |                       |  |  |                                    |  |
|                                      |                                      | Teresa di Sassonia-Hildburghausen     | Carlotta di Meclemburgo-Strelitz |  |  |       |  |  |                       |  |  |                                    |  |
| Ludovico Ferdinando di Baviera       |                                      | Teresa di Sassonia-Hildburghausen     |                                  |  |  |       |  |  |                       |  |  |                                    |  |
|                                      |                                      | Francesco di Paola di Borbone-Spagna  | Carlo IV di Spagna               |  |  |       |  |  |                       |  |  |                                    |  |
|                                      |                                      | Francesco di Paola di Borbone-Spagna  | Carlo IV di Spagna               |  |  |       |  |  |                       |  |  |                                    |  |
|                                      |                                      | Francesco di Paola di Borbone-Spagna  | Maria Luisa di Borbone-Parma     |  |  |       |  |  |                       |  |  |                                    |  |
| Amalia Filippina di Borbone-Spagna   |                                      | Francesco di Paola di Borbone-Spagna  |                                  |  |  |       |  |  |                       |  |  |                                    |  |
|                                      |                                      | Luisa Carlotta di Borbone-Due Sicilie | Francesco I delle Due Sicilie    |  |  |       |  |  |                       |  |  |                                    |  |
|                                      |                                      | Luisa Carlotta di Borbone-Due Sicilie | Francesco I delle Due Sicilie    |  |  |       |  |  |                       |  |  |                                    |  |
|                                      |                                      | Luisa Carlotta di Borbone-Due Sicilie | Maria Isabella di Borbone-Spagna |  |  |       |  |  |                       |  |  |                                    |  |
| Maria Pilar di Baviera               |                                      | Luisa Carlotta di Borbone-Due Sicilie |                                  |  |  |       |  |  |                       |  |  |                                    |  |
|                                      | Francesco di Paola di Borbone-Spagna | Carlo IV di Spagna                    |                                  |  |  |       |  |  |                       |  |  |                                    |  |
|                                      | Francesco di Paola di Borbone-Spagna | Carlo IV di Spagna                    |                                  |  |  |       |  |  |                       |  |  |                                    |  |
|                                      | Francesco di Paola di Borbone-Spagna | Maria Luisa di Borbone-Parma          |                                  |  |  |       |  |  |                       |  |  |                                    |  |
| Francesco d'Assisi di Borbone-Spagna | Francesco di Paola di Borbone-Spagna |                                       |                                  |  |  |       |  |  |                       |  |  |                                    |  |
|                                      |                                      | Luisa Carlotta di Borbone-Due Sicilie | Francesco I delle Due Sicilie    |  |  |       |  |  |                       |  |  |                                    |  |
|                                      |                                      | Luisa Carlotta di Borbone-Due Sicilie | Francesco I delle Due Sicilie    |  |  |       |  |  |                       |  |  |                                    |  |
|                                      |                                      | Luisa Carlotta di Borbone-Due Sicilie | Maria Isabella di Borbone-Spagna |  |  |       |  |  |                       |  |  |                                    |  |
| Maria de la Paz di Borbone-Spagna    |                                      | Luisa Carlotta di Borbone-Due Sicilie |                                  |  |  |       |  |  |                       |  |  |                                    |  |
|                                      |                                      | Ferdinando VII di Spagna              | Carlo IV di Spagna               |  |  |       |  |  |                       |  |  |                                    |  |
|                                      |                                      | Ferdinando VII di Spagna              | Carlo IV di Spagna               |  |  |       |  |  |                       |  |  |                                    |  |
|                                      |                                      | Ferdinando VII di Spagna              | Maria Luisa di Borbone-Parma     |  |  |       |  |  |                       |  |  |                                    |  |
| Isabella II di Spagna                |                                      | Ferdinando VII di Spagna              |                                  |  |  |       |  |  |                       |  |  |                                    |  |
|                                      |                                      | Maria Cristina di Borbone-Due Sicilie | Francesco I delle Due Sicilie    |  |  |       |  |  |                       |  |  |                                    |  |
|                                      |                                      | Maria Cristina di Borbone-Due Sicilie | Francesco I delle Due Sicilie    |  |  |       |  |  |                       |  |  |                                    |  |
|                                      |                                      | Maria Cristina di Borbone-Due Sicilie | Maria Isabella di Borbone-Spagna |  |  |       |  |  |                       |  |  |                                    |  |
|                                      |                                      | Maria Cristina di Borbone-Due Sicilie |                                  |  |  |       |  |  |                       |  |  |                                    |  |